# Železniško postajališče Gaber
Železniško postajališče Gaber je eno izmed železniških postajališč v Sloveniji, ki oskrbuje bližnje naselje Veliki Gaber.